# Stranded (Heart)
Stranded è un singolo del gruppo rock statunitense Heart, pubblicato nel 1990 ed estratto dall'album Brigade.

## Classifiche
| Classifica (1990) | Posizione massima |
| ----------------- | ----------------- |
| Stati Uniti       | 13                |